# Ektokarpén
| Ektokarpén | |
| | |
| \| \| \| | |
| | |
| IUPAC-név | (6S)-6-[(1Z)-but-1-én-1-il]ciklohepta-1,4-dién                                                                         |
| Más nevek | (6-[cisz-butenil]-1,4-cikloheptadién, 1-(1-butenil)-2,5-cikloheptadién, (+)-(6S)-6-(1-cisz-butenil)ciklohepta-1,4-dién |
| Kémiai azonosítók                                                                                               | |
| CAS-szám | 33156-93-3 |
| PubChem | 12491370 |
| ChemSpider | 28290131 |
| ChEBI | 80847 |
| SMILES | CC\C=C\[C@H]1CC=CCC=C1                                                                                                 |
| InChI | 1/C11H16/c1-2-3-8-11-9-6-4-5-7-10-11 /h3-4,6-8,10-11H,2,5,9H2,1H3/b8-3+/t11-/m0/s1                                     |
| InChIKey | YRMVTOSPUBRWNX-AEBAWRHJSA-N                                                                                            |
| UNII | 5LT5CQ3SYJ |
| Kémiai és fizikai tulajdonságok                                                                                 | |
| Kémiai képlet                                                                                                   | C11H16 |
| Moláris tömeg                                                                                                   | 148,24 g/mol |
| Ha másként nem jelöljük, az adatok az anyag standardállapotára (100 kPa) és 25 °C-os hőmérsékletre vonatkoznak. | |
| | |

Az ektokarpén a barnamoszatok több fajtájának feromonja, mely preektokarpénból keletkezik. Gyümölcsös illatát az ember is érzi, amikor a tengervízben hemzsegnek a barnamoszatok, és a nőstény gaméták elkezdik kibocsátani az ektokarpént, hogy odavonzzák a hím gamétákat.
1971-ben Jaenicke Müler izolálta kollégáival a Ectocarpus siliculosus tengeri barnamoszatból. Ez volt az első izolált alga-feromon. Később kimutatták édesvízi barnamoszatokban és szövetes növények gyökerében, levelében, virágában és termésében is.
A barnamoszatnak mind a hím, mind a nőstény gamétái mozgásképesek. A nőstény gaméták párosodáskor a tenger felszínén telepszenek meg, és a feromonnal vonzzák magukhoz a hím sejteket.
Molekulájában minden kettős kötés cisz térállású, a kiralitáscentruma abszolút konfigurációja S.

## Történet
Az Ectocarpus nemzetség barnamoszataiból Müller et al. izolálták 1971-ben. 1995-ig az ivarsejtvonzás aktív anyagának hitték, amikor kiderült, hogy a preektokarpén a valódi aktív anyag. Ez a preektokarpén standard hőmérsékleten percek alatt történő szigmatrop átrendeződéséből és inaktiválódásából ered:

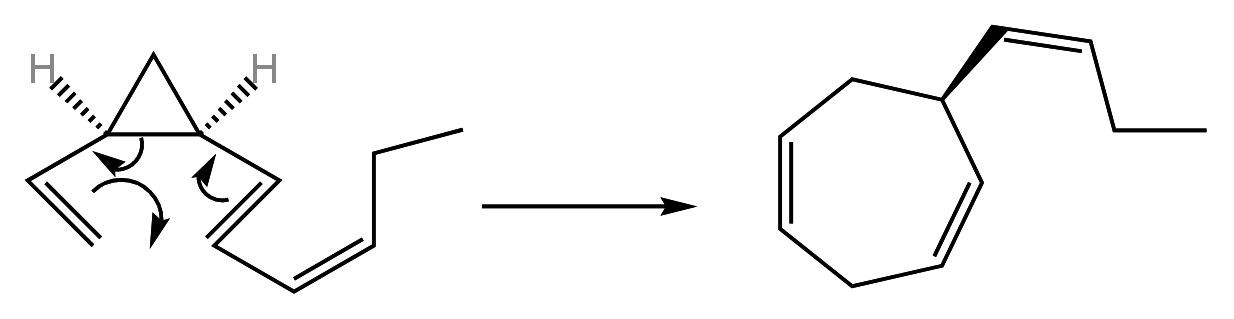
Ektokarpén keletkezése prekurzorából

Ez azért történik, hogy a feromon csak női ivarsejtek közelében legyen aktív.
Az ektokarpén Capsicum-termésben való jelenlétéről 2010-ben számoltak be. „Édes, zöld” aromája azonosító és érzékszervi próbákon derült ki. Kis, de jelentős jelenléte segített a Capsicum-termés leírásában.

## Rokon vegyületek
(E)-Ektokarpént találtak lombosmohákban, egy májmohacsaládban, algákban és más orvosi és táplálkozási szempontból érdeklődésre okot adó fajokban. Feltehetően a májmohák és algák családjai közt evolúciós rokonsággal rendelkezhet, mivel koncentrációja függ a faj környezeti körülményeitől.

## Fordítás
Ez a szócikk részben vagy egészben  az   Ectocarpene című angol Wikipédia-szócikk fordításán alapul.  Az eredeti cikk szerkesztőit annak laptörténete sorolja fel. Ez a jelzés csupán a megfogalmazás eredetét és a szerzői jogokat jelzi, nem szolgál a cikkben szereplő információk forrásmegjelöléseként.